# Georg Friedrich Alexan
Georg Friedrich Alexan, eigentlich Georg Kupfermann, (* 12. Juli 1901 in Mannheim; † 11. Januar 1994 in Dornum) war ein deutscher Journalist und Chefredakteur der DDR-Zeitung USA in Wort und Bild.

## Leben
Nach der Volksschule ging der Sohn eines jüdischen Kaufmanns Georg Friedrich Alexan 1916 in eine Lehre als kaufmännischer Angestellter.  Von 1921 bis 1931 arbeitete er im Ladengeschäft seiner Eltern und besuchte nebenbei die Handelshochschule. Außerdem besuchte er Abendkurse für französische und englische Literatur und Sozialgeschichte an der Volkshochschule. 1931 ging Alexan nach Paris und arbeitete dort als freiberuflicher Schriftsteller. 1933 trat er in den Schutzverband Deutscher Schriftsteller ein und gründete den Verlag Editions meteor. Dort verlegte er zwei eigene Romane unter dem Namen Friedrich Alexan. 1937 heiratete Alexan Maria Krotz (1905–1951) und ging mit ihr in die USA.
Ab 1938 war Alexan zweiter Sekretär der German American Writers League, die sich 1940 spaltete. Mit Ernst Bloch und anderen gründete Alexan im Auftrag der KPD  die Exilvereinigung antifaschistischer Schriftsteller The Tribune for Free German Culture und war bis 1945 deren kulturpolitischer Leiter. Von 1939 bis 1945 war Alexan zusätzlich Ausschussmitglied und Berater der German American League for Culture. 1942 wurde Alexans Tochter, die spätere Publizistin Irene Runge, geboren. Von 1945 bis 1949 war Alexan Leiter der Zeitschrift Tribune Subway Gallery in New York und von 1947 bis 1949 zusätzlich Ko-Direktor des Verlages Touchstone Press.
Im Mai 1949 kehrte Alexan nach Deutschland zurück und trat in die SED ein. Von Juni bis September 1949 war er Assistent am Franz-Mehring-Institut der Universität Leipzig. Bis Januar 1950 war er Hauptreferent der Deutschen Wirtschaftskommission und danach Hauptreferent der Abteilung Presse im Amt für Information (AfI). In dieser Funktion war Alexan Leiter der Unterabteilung USA und Imperialismus und Chefredakteur der Rundfunk-Sendung Die Wahrheit über Amerika. Von 1950 bis 1953 war Alexan Chefredakteur und einziger Autor der Monatsillustrierten USA in Wort und Bild. Ab Dezember 1951 war Alexan Leiter der Abteilung USA in der Hauptabteilung Friedens- und Planpropaganda beim Amt für Information. Nach Auflösung des Amtes wurde Alexan im Jahr 1954 freiberuflicher Mitarbeiter beim Rundfunk und später beim Fernsehen der DDR.
Alexan arbeitete seit den 1950er Jahren auch als Übersetzer. Er übertrug Werke zur Zeitgeschichte unter anderem von Arthur David Kahn, Agnes Smedley, William E. Dodd und Herbert Aptheker ins Deutsche. Alexan war seit 1950 Mitglied des Verbandes der Journalisten der DDR und publizierte auch in der Zeitschrift Die Weltbühne. 1961 ging Alexan in Rente.

## Werke
- Mit uns die Sintflut. Editions meteor, Paris 1934.
- Im Schützengraben der Heimat. Editions meteor, Mannheim 2008 (Erstausgabe:  Paris  1935).

## Auszeichnungen
- 1989 Vaterländischer Verdienstorden in Gold[2]